# Левітан Борис Мойсейович
Левітан Борис Мойсейович (нар. 7 червня 1914, Бердянск, Російська імперія — пом. 4 квітня 2004, Міннеаполіс, США) — радянський математик, лауреат Ленінської премії 1962, академік Московського відділу прикладної математики і математичної фізики РАЕН (1998).

## Біографія
Борис Левітан народився в Бердянську (нині Запорізька область, Україна). 
Закінчив Харківський університет у 1936 році.
Вже в 1940 році отримав ступінь доктора фізико-математичних наук. Через рік отримав наукове звання професора. 
У період з 1938 по 1941 роки він працював у Харківськім університеті. 
Учасник Другої світової війни. 
З 1944 по 1961 роки він працював у Військовій академії імені Ф. Е. Дзержинського у Москві, а з 1961 перейшов на роботу у МДУ, поєднуючи ці дві посади.

## Творчий доробок
Його головні праці присвячені проблематиці функционального аналізута математичній фізиці. Він відомий завдяки відкриттю нового важливого класу функцій — т. н. узагальнених, N — майже періодичні функції Левітана. 
Його дослідження переважно присвячені теорії майже-періодичних функцій, теорії операторів узагальненого зрушення й спектральної теорії дифференціальних операторів. 
Йому також належать роботи по спільній теорії унітарних узагальнень локально компактних груп.
Однією з найвідомиших праць Бориса Левитана стало спільне  І. М. Гельфандом дослідження  1951 року присвячене рішенню зворотної задачі відновлення дифференціального рівняння другого порядку по його спектральній функції.
Загалом. ним було опубліковано понад 170 робіт і 8 монографій.

## Нагороди
Ленінська премія (спільно з академіком В. О. Марченко, 1962).

## Вшанування
2014 року відбулася міжнародна наукова конференція присвячена 100 літньому ювілею  Бориса Левітана. Організаторами конференції виступив механіко-математичний факультет МДУ разом з Інститутом математики РАН імені Стєклова.